# Henry Fay
Henry Harrison Fay (* 5. April 1835 in New Paltz, Ulster County, New York; † 8. September 1897 in Newport, Rhode Island) war ein US-amerikanischer Politiker. Zwischen 1880 und 1883 war er Vizegouverneur des Bundesstaates Rhode Island.

## Werdegang
Henry Fay war ein Nachkomme englischer Einwanderer. Er studierte bis 1859 an der University of Rochester. Danach begann er in Newport Island eine lange Laufbahn im Schuldienst. Dort gründete er eine Knabenschule, die er bis 1875 leitete. Während des Bürgerkrieges bereitete er, neben dem normalen Schulalltag, viele Schüler auf die United States Naval Academy vor. Politisch schloss er sich der Republikanischen Partei an. In den Jahren 1864 und 1872 nahm er als Delegierter an deren Republican National Conventions teil, auf denen die Präsidenten Abraham Lincoln und später Ulysses S. Grant zur jeweiligen Wiederwahl nominiert wurden. Zwischen 1875 und 1880 saß er als Abgeordneter im Repräsentantenhaus von Rhode Island.
1879 wurde Fay an der Seite von Alfred H. Littlefield zum Vizegouverneur von Rhode Island gewählt. Dieses Amt bekleidete er zwischen 1880 und 1883. Dabei war er Stellvertreter des Gouverneurs und Vorsitzender des Staatssenats. Danach war er in den Jahren 1884 und 1885 erneut Mitglied des Staatsparlaments, wo er den Bildungsausschuss leitete und dem Finanzausschuss angehörte. Später bekleidete er noch einige regionale Ämter in Newport, darunter jenes des Schulrats für die dortigen öffentlichen Schulen. Von 1874 bis 1897 war er Direktor bzw. ab 1885 Vizepräsident der  Redwood Library. Zwischen 1889 und 1893 fungierte er als Posthalter in Newport. 20 Jahre lang war er auch einer der Direktoren der dortigen First National Bank. Er starb am 8. September 1897 nach längerer Krankheit in Newport, wo er auch beigesetzt wurde.